# Balthasar van den Bossche
Balthasar van den Bossche lub Bosch (ur. 1681 w Antwerpii, zm. 1715 tamże) – flamandzki malarz barokowy.
W 1697 został przyjęty do gildii malarskiej w Antwerpii. Kilka lat spędził we Francji, gdzie przebywał w Paryżu, Nantes i Douai. Malował sceny rodzajowe, historyczne i portrety. Najczęściej przedstawiał wnętrza pracowni malarskich i rzeźbiarskich. Większość zachowanych obrazów powstała po 1700.